# スペイン辺境領

9世紀初頭におけるスペイン辺境領

スペイン辺境領（スペインへんきょうりょう、スペイン語: Marca Hispánica、カタルーニャ語: Marca Hispànica）は、フランク王国のカール大帝によって設置された辺境領。

## 歴史
8世紀、フランク王国はイスラーム勢力（ウマイヤ朝）の侵入に悩まされるようになった。721年におけるトゥールーズの戦い、732年におけるトゥール・ポワティエ間の戦いなどがその代表として挙げられる。778年、カール大帝は自らピレネー山脈の南へと進軍し、イスラーム勢力の討伐を図ったが撤退を余儀なくされた（ロンスヴォーの戦い）。撤退後、イスラーム勢力の再侵入に備え、795年に辺境領を設置した。徐々に辺境伯領は勢力範囲を広げ、801年にはバルセロナを辺境領に加えた。
スペイン辺境領はパンプローナ、ハカ（アラゴン）、ソブラルベ、リバゴルサ、パリャース、ウルジェイ、サルダーニャ、アンプリアス、ルサリョー、ジローナ、ウゾーナ、バザルー、バルセロナなどの伯領から構成されていた。824年にパンプローナで後のナバラ王国が起こり独立、同様にリバゴルサ、パリャースも884年に伯ラモンのもと辺境領から離脱した。ハカ（アラゴン）、ソブラルベ（およびリバゴルサ）は10世紀初頭以降ナバラ王が領した後、11世紀にアラゴン王国となった。また、9世紀末にバルセロナ家の祖ギフレ1世多毛伯は、バルセロナ伯の他にウルジェイ、サルダーニャ、ジローナ、ウゾーナ、バザルーの伯も兼ね、その後これらの伯領は主にバルセロナ家が領した。バルセロナを中心とするこれらの地域が987年にカタルーニャ君主国としてフランク王国より独立し、後にアラゴン王国とカタルーニャ君主国が連合してアラゴン連合王国が成立した。
また、ウルジェイ伯領から今日のアンドラ公国が成立した。